# La crisi degli alloggi
La crisi degli alloggi è un film del 1923 diretto da Toddi.